# Georgia Tech Europe
Pour les articles homonymes, voir GTL.
Georgia Tech Europe, anciennement nommé Georgia Tech Lorraine, est une antenne du Georgia Institute of Technology située sur le Technopôle de Metz. Sur l'année, cette structure accueille environ 500 étudiants et offre des cours allant du niveau Bachelor au PhD.

## Enseignements

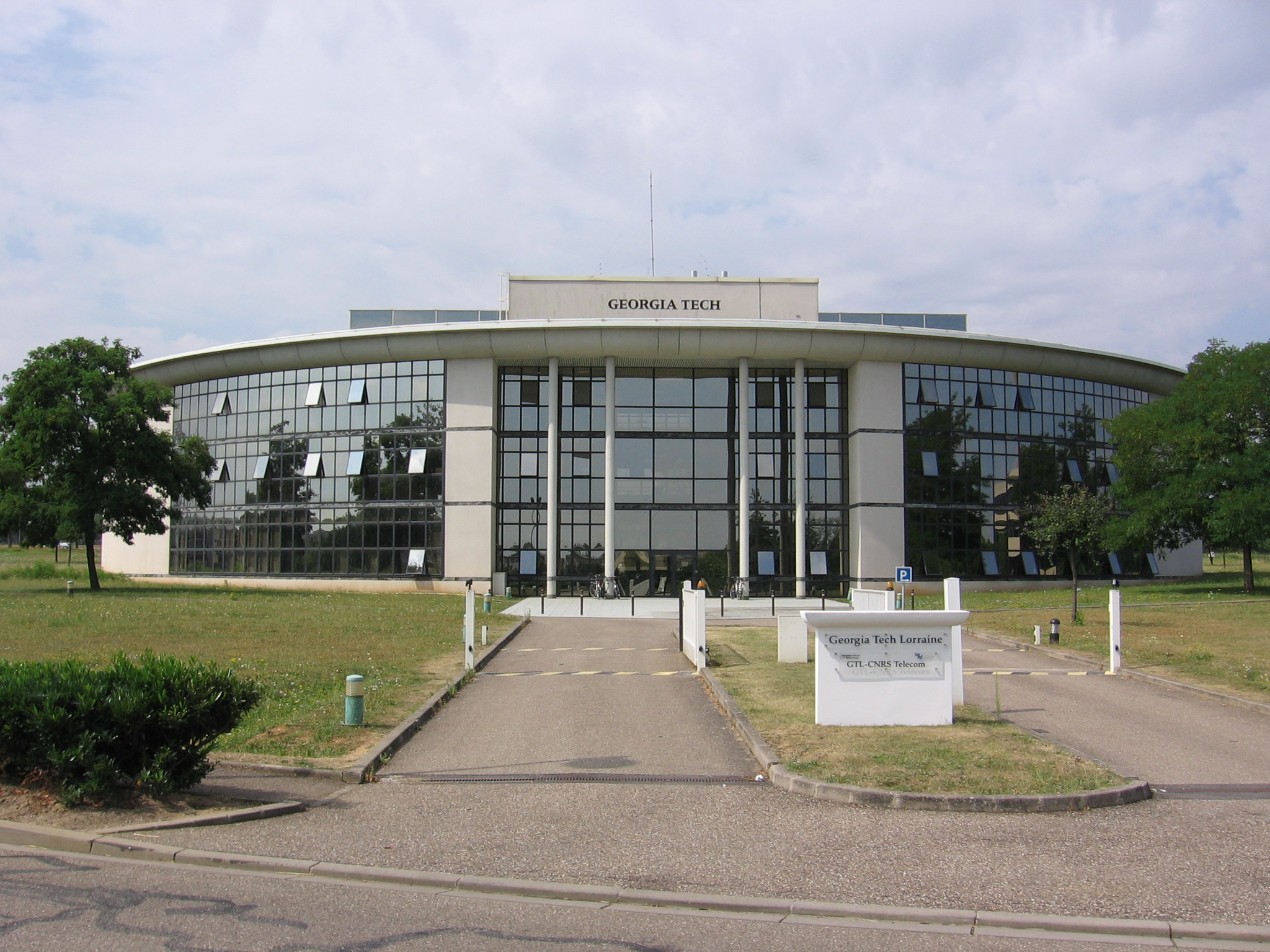
Georgia Tech Europe.

À quelques exceptions près, les cours y sont dispensés en anglais. Le corps professoral est composé à la fois de permanents rattachés au site lorrain et de professeurs effectuant des rotations avec le campus principal d'Atlanta. Georgia Tech Europe est partenaire de nombreuses institutions françaises, permettant une offre de cours importante. La possibilité est offerte de suivre des cours de niveau master ou doctorat dans les domaines de l'électrotechnique, de l'informatique, du génie informatique et du génie mécanique. La majorité des étudiants américains effectue un double cursus avec une école française partenaire dans le cadre de leur master ou de leur doctorat. Pour participer à ces programmes, les étudiants doivent apprendre le français. La formation comprend également un stage d'une durée de trois mois.
La plupart des étudiants issus des institutions françaises commencent leur formation à GT-Europe avant de terminer leurs études à Atlanta.

## Recherche
Georgia Tech Europe héberge également une Unité Mixte Internationale (UMI 2958) issue de la collaboration entre le Georgia Institute of Technology et le CNRS. Les laboratoires de recherche de cette unité travaillent dans les domaines de la sécurité des communications et des matériaux intelligents.
Depuis 2010, Georgia Tech Europe est également associée à la construction de l'Institut Lafayette. Ce bâtiment, dont la construction doit se terminer en 2014, se situe en face de celui de GT-Europe et est destiné à accueillir des laboratoires de recherche sur les nano-matériaux et l'opto-électronique.

## Parcours bi-diplômants
GT-Europe a noué des partenariats avec des écoles d'ingénieurs françaises pour permettre aux étudiants d'acquérir un double-diplôme :  
- Arts et Métiers, opérationnel depuis 2000 : Diplôme d'ingénieur généraliste et Master of Science in Mechanical Engineering.
- CentraleSupélec, prenant la suite de l'accord avec Supélec: Diplôme d'ingénieur généraliste et Master of Science dans une des spécialités suivantes:
  - Aerospace Engineering,
  - Computer Science,
  - Electrical and Computer Engineering,
  - Mechanical Engineering.
- Centrale Lille
- ECAM LaSalle
- ENSEA
- ENSEEIHT
- ENSEM
- ENSMM
- ENSTA Bretagne
- EPF
- EPITA
- ESIEE Paris
- ESILV
- Grenoble INP-Phelma
- IOTA
- Polytech Nancy
- Réseau des INSA : INSA Lyon, INSA Toulouse.
- Réseau de l'Institut Mines-Télécom : IMT Atlantique, IMT Nord Europe,  IMT Mines Albi, IMT Mines Alès, IMT Mines Saint-Étienne, Télécom Paris, Télécom SudParis.
- Réseau des Universités de Technologie : UTBM, UTC, UTT.

Ces accords sont également de plus en plus nombreux entre Georgia Tech Europe et des établissements européens ou nord-africains :
- Espagne : Comillas ICAI (Madrid, Espagne), Université polytechnique de Madrid (UPM), Université polytechnique de Valence (UPV).
- Italie : Université de Brescia, Université de Rome-Sapienza.
- Maroc : Centrale Casablanca, Université internationale de Rabat.
- Luxembourg : Université du Luxembourg

## Procès
Georgia Tech Europe est également connue pour un procès se rapportant à la langue utilisée dans ses publicités du fait de la loi Toubon.